# Cetinje (pleme)
Cetinje (Cetinjsko pleme, Cetinjani), jedno od crnogorskih plemena sa sedištem na Cetinjskom Polju, i granicama na istoku s Riječkom Nahijom i plemenom Ćeklića, na zapadu s plemenom Njeguša i na sjeveru od zaravni Čekanja na jug prema Boki. Cetinjanima su glavna naselja Bajice s nekoliko većih ili manjih zaselaka i s glavnim bratstvom Martinovići kojima pripadaju obitelji Ivanovići, Markovići, Batrićevići, Miloševići Tomaševići i Musulimovići. Ostala bajička bratstva su Vuksanovići, Stijepovići (Nikolići, Dragovići i Andrići), Vojinovići, Vukosavovići, Đurovići i Latkovići. U selu Humci (od naroda nazivano Umci) na južnom rubu Cetinjskog Polja živi samo jedno bratstvo "Umci" ili Miloševići, a gotovo sve kuće im se nalaze na Tomovoj Glavici. Na sjeveroistočnom dijelu Cetinjskoga Polja je veliko naselje Donji Kraj koje se sastoji od više sela (zaselaka) koja nose nazive po bratstvima koja žive u njima, to su: Ivaniševići, Špadijeri, Počeci, Delje, Ćeranići, Jabučani i Lajislavići ili Ivanovići. Na jugu od Cetinjskog Polja nalaze se naselja Bjeloši, Očinići i Ugne poznata pod imenom Konak ili Konadžije. I u ovim selima živi niz bratstava. U Bjelošima su Jovanovići, Perovići, Đajko, Lipovina, Boškovići. U Očinićima (od tri sela) žive srodna bratstva Batrićević, Paović i Glendža (Petrović), u Donjim Očinićima Marinovići, Aladin i maleno bratstvo Kažije. U selu Ugne sa zaselkom Vrela žive bratstva Kape, Lagatori, Zuber, Mirovići, i Belade